# 市川新蔵 (5代目)
五代目 市川 新蔵（ごだいめ いちかわ しんぞう、万延2年2月12日（1861年3月22日）- 明治30年（1897年）7月9日）は、明治時代の歌舞伎役者。本名は岡本 録太郎（おかもと ろくたろう）。屋号は成田屋。俳名に晋升、雅号に雪童がある。九代目市川團十郎の後継者として期待されたが早世した。
妻は芸者で浮世節の新柳小歌。

## 経歴
田安徳川家の納戸役人・奥村寛次郎の子として生まれ、母の死後に父の同僚の森内弥太郎の養子となる。弥太郎が七代目河原崎権之助（後の九代目市川團十郎）の番頭になった縁で芝居の世界に入る。初め四代目中村芝翫の門人で中村芝之助と名乗り、1874年（明治7年）『花舞台霞の猿曳』（靫猿）の猿で初舞台を踏んだ。はじめ二代目中村鷺助の養子となったが盗みの疑いをかけられてほどなく離縁され、その後芝翫の紹介で九代目の門に移り、五代目市川新蔵を名乗る。
以後徐々に腕をあげ、1888年（明治20年）名題昇進。1890年（明治23年）3月歌舞伎座『相馬平氏二代譚』の美女丸が大好評で、劇評家の三木竹二は「全曲の主人公に扮せしは何らの幸いぞ」、文芸評論家の依田学海は「この度師につぐものはこの優なるべし」と絶賛し、これが出世芸となった。以後は立役から女形まで幅ひろくこなし、所作事にも秀でて、九代目の後継者として目されるようになり、ゆくゆくは十代目市川團十郎襲名の期待もかけられたために大向うからも「十代目っ!」の掛け声がかかるほどの人気となった。
劇作家の岡本綺堂は当時の新蔵を「舞台顔はさほど美しいとは思わなかったが、爛として輝いた眼と、凛として冴えた音声とを持った、いかにも生き生きとした俳優で、師匠の将軍太郎や仲光を向こうに回して、活気のある力強い芸を見せたのが大いに観客の注意を引いた」と著書『ランプの下にて 明治劇談』に記している。
こうして新蔵は順調に梨園での地位を固めていった。しかしこのころ患った左眼の疾患は悪化の一途をたどり始め、やがて眼帯を掛けたまま舞台に出たざるを得ないまでになるが、これでかえって芸格は向上した。この眼病がもとで次第に健康も損ない、舞台も休みがちになってゆく。晩年は気力で舞台をつとめていた感があり、舞台上の新蔵の声が劇場の外まで聞こえるほどだった。『天衣紛上野初花』の河内山宗俊をつとめた時には、楽屋に布団を敷いて寝起きし、幕が開くと床から這い出すようにして舞台に出て、そこで力を振り絞るように役をつとめた。岡本もこれを評して「かの新蔵ばかりはいつ見ても舞台の意気凜然たるものがあった。彼は魂の力で働いていたのであろう」と記している。
1896年（明治29年）4月歌舞伎座『助六由縁江戸桜』の福山のかつぎ以後は引退同然の状態となり、翌年惜しまれながら37歳で死去した。

## 人物
新蔵には文才があり、小説『木枯』を明治27年春陽堂から刊行した。才気煥発な新蔵を九代目團十郎は愛し、やがて自らの後継者としてみなすようになっていった。
その新蔵も人気が上がるにつれて態度が大きくなり、やがて傲慢な面が出るようになったが、それを九代目は叱ったりせず、新蔵の舞台復帰公演の口上に事寄せて「どうも新蔵が高慢の鼻が高くなったという噂がござります。目の悪いのは偉い先生方が沢山におられますが、鼻の方の治療はどんな博士でもいけません。これはわたくしの手治療が一番効き目がありそうにございます。きっとその鼻を叩き折って御目にかけまするゆえ、どうかご安心を願います」とやって逆に観客を喜ばせている。岡本綺堂はこれを「いかに師匠に愛され、劇場からも優遇されていたかを察することが出来る」一例としてあげている。